# Дом Вильямса
Дом Вильямса — деревянный дом на территории Тимирязевской академии, построенный в 1876 году для академической профессуры. В 1893 на первом этаже поселился Василий Вильямс. В 1930-е годы первый этаж дома был передан в бессрочное пользование его семье.

## История Дома
Первым жильцом дома был Рихард Иванович Шредер, знаменитый российский селекционер.
На первом этаже сейчас живёт семья Вильямсов, правнучка Мария.
На втором этаже располагается отдел озеленения и комендатура общежития Тимирязевской академии.

## Архитектура
Считается, что Тимирязев привез чертежи дома из Франции со Всемирной выставки 1867 года. Но вероятнее, чертеж привез его брат, Дмитрий Аркадьевич, который участвовал в выставке того года, и получил награду за один из его промышленных атласов.